# Yosse ben Yosse
Yosse ben Yosse (hébreu : יוסי בן יוסי) est le plus ancien auteur de poésie liturgique juive dont on connaisse le nom. Il a vécu en terre d’Israël à l’époque byzantine, entre les Ve et VIe siècles.